# Institut national de l'origine et de la qualité
El Institut national de l'origine et de la qualité ("Instituto nacional del origen y de la calidad"), hasta 2007 llamado Institut National des Appellations d'Origine ("Instituto Nacional de las Denominaciones de Origen"), es un organismo público administrativo francés bajo la tutela del Ministerio de Agricultura de Francia. Se encarga de regular las denominaciones de origen controladas y ayuda a los productores que se comprometen a los estándares de calidad certificada por el Instituto (AOC) y gestiona globalmente los Signes d’identification de l’origine et de la qualité ("Signos de identificación del origen y de la calidad") o SIQO.
Cada denominación de origen controlada (AOC) se produce según normas codificadas por el INAO. Debido a que su propósito principal es regular el uso de nombres sobresalientes, una de sus tareas destacadas es delimitar la zona geográfica a la que se permite elaborar un producto. En el vino esto significa viñedos, pero el INAO también regula el lugar de procesamiento o envejecimiento.
El INAO, como muchas organizaciones encargadas con la regulación y ayuda de los productores, a menudo se encuentra en una posición contradictoria. Un granjero individual puede querer incluir su granja en la zona limitada, pero esto tiene el efecto de diluir la calidad media de la zona. Raramente ocurre esto sin controversia, y es un acto de delicado equilibrio.

## Historia
El control gubernamental de los productos agrícolas comenzó con la ley de 1 de agosto de 1905, concediendo a la autoridad gubernamental que definiera los límites oficiales de la elaboración de ciertos productos agrícolas. Al principio, las denominaciones no se diseñaron como medidas de calidad del producto y fracasaron a la hora de resolver el problema de la superproducción de vino, problema que continúa hasta nuestros días.
Una segunda ley, aprobada el 6 de mayo de 1919, dio a los tribunales poder para decidir en casos en que no se siguieran las normas. Esto de nuevo fue un fracaso inicial, pues los juicios resultaron ser muy largos y llenos de dificultades.
En otro intento más de resolver los problemas de la industria del vino, se creó el INAO mediante decreto de 30 de julio de 1935 para cubrir todos los aspectos administrativos, judiciales y profesionales de las denominaciones de origen. Inicialmente, el INAO fue un Comité más que un Institut. Las primeras leyes AOC se aprobaron en 1936, y la mayor parte de los vinos clásicos de Burdeos, Borgoña, Champaña y Ródano tuvieron su primer conjunto de normas AOC antes de finales del año 1937.
En 1990, el éxito económico de las denominaciones llevó a que el Parlamento, en una ley de 2 de julio, extendiera el poder del INAO a todos los productos agrícolas.
Desde el 1 de enero de 2007, el Instituto ha sido rebautizado como Institut National de l'Origine et de la Qualité y garantiza también las certificaciones orgánica y Label Rouge ("Etiqueta roja"). A pesar del cambio de nombre, conserva la abreviatura INAO.